# Kabupaten Asmat
Kabupaten Asmat är ett kabupaten i Indonesien.   Det ligger i provinsen Papua, i den östra delen av landet, 3 500 km öster om huvudstaden Jakarta. Antalet invånare är 76 577.